# Daewoo Prince
Daewoo Prince — седан бизнес-класса, выпускавшийся южнокорейской компанией Daewoo Motors с 1991 по 1997 год. Он был построен на базе Opel Rekord E, однако внешний вид был слегка изменён. Автомобиль мог оснащаться 2 четырёхцилиндровыми двигателями — 1,8- или 2-литровыми атмосферными бензиновыми моторами, производившимися Opel. В более высокой комплектации автомобиль носил имя Super Salon, также имелась удлинённая версия Brougham.
- Размерность шин — 195/70 R14
- Кузов — стальной монокок
- Передняя подвеска — независимая, на продольных рычагах, пружинная, стабилизатор поперечной устойчивости
- Задняя подвеска — независимая, на продольных рычагах, стабилизатор поперечной устойчивости[2]
- Рулевое управление — Rack & Pinion
- Передние тормоза — дисковые (размерность — 236 мм)
- Задние тормоза — барабанные

- Вид сзади
- Рестайлинговая версия
- Рестайлинговая версия вид сзади
- Brougham
- Brougham вид сзади